# Franky Steven Karwur
Franky Steven Karwur – indonezyjski brydżysta, World Life Master (WBF).

## Wyniki brydżowe

### Olimpiady
Na olimpiadach uzyskał następujące rezultaty:
| Olimpiady brydżowe. Zawody teamów | Olimpiady brydżowe. Zawody teamów | Olimpiady brydżowe. Zawody teamów    | Olimpiady brydżowe. Zawody teamów | Olimpiady brydżowe. Zawody teamów | Olimpiady brydżowe. Zawody teamów |
| Rok                               | Miejsce                           | Zawody                               | Kategoria                         | Drużyna                           | Pozycja                           |
| --------------------------------- | --------------------------------- | ------------------------------------ | --------------------------------- | --------------------------------- | --------------------------------- |
| 2008                              | Pekin                             | 1. Olimpiada Sportów Umysłowych      | Open                              | Indonesia                         | 17                                |
| 2004                              | Stambuł                           | 12. Olimpiada Teamów                 | Open                              | Indonesia                         | 25                                |
| 2002                              | Salt Lake City                    | 4. Mistrzostwa o Wielką Nagrodę MKOL | Open                              | Indonesia                         | 5                                 |
| 2000                              | Lozanna                           | 3. Mistrzostwa o Wielką Nagrodę MKOL | Open                              | Indonesia                         | 1                                 |
| 2000                              | Maastricht                        | 11. Olimpiada Brydżowa               | Open                              | Indonesia                         | 9                                 |
| 1996                              | Rodos                             | 10. Olimpiada Teamów                 | Open                              | Indonesia                         | 2                                 |

| Olimpiady brydżowe. Zawody Indywidualne | Olimpiady brydżowe. Zawody Indywidualne | Olimpiady brydżowe. Zawody Indywidualne | Olimpiady brydżowe. Zawody Indywidualne | Olimpiady brydżowe. Zawody Indywidualne |
| Rok                                     | Miejsce                                 | Zawody                                  | Kategoria                               | Pozycja                                 |
| --------------------------------------- | --------------------------------------- | --------------------------------------- | --------------------------------------- | --------------------------------------- |
| 2008                                    | Pekin                                   | 1 Olimpiada Sportów Umysłowych          | Open                                    | 12                                      |

### Zawody światowe
W światowych zawodach zdobył następujące lokaty:
| Mistrzostwa Świata. Konkurencja teamów | Mistrzostwa Świata. Konkurencja teamów | Mistrzostwa Świata. Konkurencja teamów                | Mistrzostwa Świata. Konkurencja teamów | Mistrzostwa Świata. Konkurencja teamów | Mistrzostwa Świata. Konkurencja teamów |
| Rok                                    | Miejsce                                | Zawody                                                | Kategoria                              | Drużyna                                | Pozycja                                |
| -------------------------------------- | -------------------------------------- | ----------------------------------------------------- | -------------------------------------- | -------------------------------------- | -------------------------------------- |
| 2014                                   | Sanya                                  | 14. Seria Mistrzostw Świata                           | Open                                   | Pertamina EP                           | 84                                     |
| 2014                                   | Sanya                                  | 14. Seria Mistrzostw Świata                           | Miksty                                 | Pertamina EP Blue                      | 39                                     |
| 2013                                   | Nusa Dua                               | 41. Mistrzostwa Świata Teamów                         | Open                                   | Indonesia                              | 10                                     |
| 2013                                   | Nusa Dua                               | 41. Mistrzostwa Świata Teamów                         | Trans                                  | Indonesia Open                         | 5                                      |
| 2011                                   | Veldhoven                              | 40. Mistrzostwa Świata Teamów                         | Trans                                  | Indonesia                              | 55                                     |
| 2010                                   | Filadelfia                             | 13. Seria Mistrzostw Świata                           | Open                                   | Indonesia Gabrial UI                   | 65                                     |
| 2010                                   | Filadelfia                             | 13. Seria Mistrzostw Świata                           | Miksty                                 | Gabrial UI                             | 44                                     |
| 2004                                   | Stambuł                                | 3. Transnarodowe Mistrzostwa Świata Teamów Mikstowych | Miksty                                 | Bank Mandiri                           | 46                                     |
| 2003                                   | Monte Carlo                            | 36. Mistrzostwa Świata Teamów                         | Open                                   | Indonesia                              | 10                                     |
| 2003                                   | Monte Carlo                            | 36. Mistrzostwa Świata Teamów                         | Trans                                  | Lasut                                  | 5                                      |
| 2002                                   | Montreal                               | 11. Mistrzostwa Świata                                | Open                                   | Munawar                                | 2                                      |
| 2001                                   | Paryż                                  | 35. Mistrzostwa Świata Teamów                         | Trans                                  | Manoppo                                | 40                                     |
| 2001                                   | Paryż                                  | 35. Mistrzostwa Świata Teamów                         | Open                                   | Indonesia                              | 8                                      |
| 2000                                   | Maastricht                             | 11. Olimpiada Brydżowa                                | Miksty                                 | Lippo Bank I                           | 25                                     |
| 2000                                   | Southampton                            | 34. Mistrzostwa Świata Teamów                         | Trans                                  | Munawak                                | 10                                     |
| 2000                                   | Southampton                            | 34. Mistrzostwa Świata Teamów                         | Open                                   | Indonesia                              | 5                                      |
| 1998                                   | Lille                                  | 10. Mistrzostwa Świata                                | Open                                   | Hadimartono                            | 33                                     |
| 1995                                   | Pekin                                  | 32. Mistrzostwa Świata Teamów                         | Open                                   | Indonesia                              | 6                                      |
| 1994                                   | Albuquerque                            | 9. Mistrzostwa Świata                                 | Open                                   | Zamzami                                | 9                                      |
| 1989                                   | Nottingham                             | 2. Młodzieżowe Mistrzostwa Świata Teamów              | Juniorzy                               | Indonesia                              | 5                                      |
| 1987                                   | Amsterdam                              | 1. Młodzieżowe Mistrzostwa Świata Teamów              | Juniorzy                               | Indonesia                              | 5                                      |

| Mistrzostwa Świata. Konkurencja par | Mistrzostwa Świata. Konkurencja par | Mistrzostwa Świata. Konkurencja par | Mistrzostwa Świata. Konkurencja par | Mistrzostwa Świata. Konkurencja par | Mistrzostwa Świata. Konkurencja par |
| Rok                                 | Miejsce                             | Zawody                              | Kategoria                           | Partner                             | Pozycja                             |
| ----------------------------------- | ----------------------------------- | ----------------------------------- | ----------------------------------- | ----------------------------------- | ----------------------------------- |
| 2014                                | Sanya                               | 14. Seria Mistrzostw Świata         | Open                                | Julius Anthonius George             | 30                                  |
| 2014                                | Sanya                               | 14. Seria Mistrzostw Świata         | Miksty                              | Suci Amita Dewi                     | 106                                 |
| 2010                                | Filadelfia                          | 13. Mistrzostwa Świata              | Open                                | Widi Pancono                        | 87                                  |

## Klasyfikacja
- Franky Steven Karwur – klasyfikacja WBF (ang.)